# Sveina
Sveina ist eine Insel im Kvitsøyfjord in der Gemeinde Kvitsøy in der norwegischen Provinz Rogaland.
Die kleine felsige und kahle Schäreninsel erstreckt sich langgezogen über etwa 100 Meter in Nord-Süd-Richtung bei einer Breite von bis zu 20 Metern. Nördlich und südlich schließen sich in geringer Entfernung weitere kleine Schären an. Die Gesamtlänge der Gruppe beträgt etwa 250 Meter. Weiter südwestlich liegt die Insel Eime. Auf Sveina befindet sich ein Seezeichen.
Die Insel gehört zum Naturschutzgebiet Heglane og Eime.